# ساتن، کبک
ساتن (به فرانسوی: Sutton) شهرکی در منطقه شهری بروم-میسیسکوا ناحیه مونترژی در استان کبک کانادا است. در سرشماری سال ۲۰۱۱ این شهرک ۳٬۷۹۴ نفر جمعیت داشته‌است و مساحت آن ۲۴۳٫۵۱ کیلومتر مربع است.